# رياض الريس
رياض نجيب الريس، (1937- 26 أيلول 2020) صحافي وكاتب وناشر سوري من مواليد دمشق. هو الابن الأول للصحفي نجيب الريس من زوجته الثالثة «راسمه سمينة» ذات الأصول التركية. على الأغلب لم تكن متعلمة غير أنها تجيد القراءة والكتابة. وصفها ولدها بأنها كانت حادة الذكاء. أدارت جريدة القبس لست سنوات بعد وفاة زوجها وفي ظروف سياسية صعبة.

## نشأته
نشأ في جو غني وكانت القبس أول جريدة يمارس فيها خطواته العملية الأولى وذلك بعد التدريب الذي تلقاه في مدرسة برمانا التي كانت قد اكتسبت سمعة جيدة في أوساط الوجهاء السوريين إذ كانت تتبع النمط الإنجليزي الذي كان قد بدأ في اجتذاب أنصار عديدين في مواجهة النمط السائد للمستعمر الفرنسي. في هذه المدرسة تلقى رياض الريس خبرات عديدة في السياسة والصحافة والفن، فقد كانت تضم نخبة النخبة وهو ما جعلها قبلة عائلات الطبقة البرجوازية المتوسطة في مختلف أنحاء البلدان العربية. بدأ رياض الريس هناك ممارسة السياسة عندما ضرب مع زملائه احتجاجاً على رفض رئيس المدرسة المستر دوبينغ تعطيل الدراسة يوم 22 آذار وهو عيد تأسيس الجامعة العربية. كما بدأ يتعلم على يد أحد المعلمين حب الشعر ويفهم علم العروض ويبدأ في قراءة التراث والأدب المعاصر، وفي برمانا قام مع زملائه بتجربة إصدار الجرائد والمجلات. ومن برمانا إلى لندن، وكانت أزمة السويس قد بدأت في الاشتعال فوجد المؤلف نفسه مرة أخرى في قلب السياسة والصحافة من خلال رابطة الطلاب العرب في المملكة المتحدة وايرلندا ومن خلال مجلة آراب ريفيو التي تصدر عن الرابطة والتي تولى تحريرها ليحيلها من منشور طلابي مهلهل إلى مجلة تستقطب مجموعة من الكتاب من بين طلاب الدراسات العليا من العرب والأساتذة والمفكرين من خارج المحيط.

## سيرته المهنية
عمل مع كامل مروة مؤسس جريدة الحياة الذي وفّر له فرصة العمل مراسلاً صحافياً في فيتنام عام 1966، وهي التجربة التي أكملها مع غسان تويني في النهار.
في زمن الحرب الأهلية اللبنانية، غادر رياض إلى لندن. وفي عام 1977، أصدر جريدة «المنار» وكانت أول جريدة عربية تصدر في أوروبا. ثم أسس «شركة رياض الريس للكتب والنشر» سنة 1986. وما إن هدأت الأوضاع، حتّى نقل عمله إلى بيروت. وبعد عشرين سنة على عودته، خامره شعور بالندم حيث يقول: «فشلت في تحقيق مشروعي الصحافي. فشلت في أن يكون لي دور ككاتب مؤثر في الصحافة اللبنانية. نجحت جزئياً كناشر. لكن هذا لا يرضيني. أنا صحافي. النشر هو وسيلة لتأمين العيش. هذا ندم مهني. ندمي الشخصي أكثر مرارة بكثير. لقد عدت إلى بيروت بحنين عاشق لامرأة تركها ربع قرن، ظانّاً أن الزمن لم يغيّرها. رغم الصدمة، حاولت أن أغفر لها. ثم اكتشفت أن التغيّر أكبر من لهفتي وحنيني».

## مؤلفاته
- الخليج العربي ورياح التغيير
- رياح الجنوب
- رياح السموم
- ريَاح الشرق
- صحافي ومدينتان
- قبل أن تبهت الألوان صحافة ثلث قرن
- مصاحف وسيوف
- رياح الشمال
- صراع الواحات والنفط: هموم الخليج العربي
- الفترة الحرجة: دراسات نقدية
- أرض التنين الصغير: رحلة إلى فيتنام
- موت الآخرين، شعر
- ظفار الصراع السياسي والعسكري في الخليج العربي 1970 - 1976. [3]

## وفاته
توفي الريس في العاصمة اللبنانية بيروت بتاريخ 26 أيلول 2020، إثر اصابته بفيروس كوفيد 19.

## وصلات خارجية
- رياض الريس على موقع أرشيف الشارخ.
- رياض الريس للكتب والنشر
- صفحة الفيسبوك
- من دلف التأميم لمزراب التكميم